# Canà

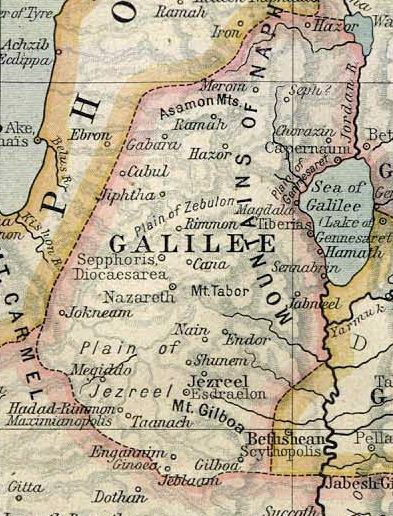
Mapa de l'antiga Galilea; Canà s'hi situa al nord-est de Natzaret i al nord del mont Tabor

Canà era una ciutat de Galilea citada algunes vegades per l'Evangeli segons Joan com l'indret on es va esdevenir el primer miracle de Jesús de Natzaret, la conversió de l'aigua en vi durant un casament, fet conegut com les noces de Canà.
L'Evangeli segons Joan cita també Canà perquè s'hi trobava Jesús quan li van demanar que guarís el fill del funcionari reial de Cafarnaüm (4, 46) i com a ciutat natal de Natanael, identificat amb l'apòstol Bartomeu.
No se'n coneix la localització topogràfica, ja que l'evangelista no la indica. Una tradició que es remunta al segle xiii la identifica amb el poble de Kafr Kanna, 7 km al nord-est de Natzaret; d'altres la situen a Kenet al-Jalil (literalment, en àrab, 'Canà de Galilea'), més al nord; a Aïn Kana, més propera que les altres dues localitats i més probable per l'etimologia del nom; o fins i tot a Qana, al sud del Líban.
De tota manera, no és clar que la ciutat hagi existit realment. Alguns historiadors i estudiosos de la Bíblia creuen que l'Evangeli segons Joan fou escrit per a un públic culte però no necessàriament coneixedor de la topografia de Palestina, els quals afirmen que Canà podria ser tan sols un nom amb una funció teològica i simbòlica, més que no pas històrica.
Algunes tradicions indiquen Canà com la ciutat de naixença de Simó el Zelota, un dels dotze apòstols de Jesucrist.